# Julius Richard Petri
Julius Richard Petri (31. svibnja 1852. – 20. prosinca 1921.) bio je njemački mikrobiolog kojemu se općenito pripisuje izum Petrijevih posuda, dok je radio kao pomoćnik bakteriologu Robertu Kochu.

## Život i karijera
Petri je prvi put studirao medicinu na Kaiser Wilhelmovoj akademiji za vojne liječnike (1871. – 1875.), te je 1876. diplomirao na Medicinskom fakultetu. Studirao je u bolnici Charité u Berlinu i imao aktivnu dužnost vojnog liječnika do 1882. godine, kao rezervist.
Od 1877. do 1879. bio je dodijeljen Carskom zavodu za zdravstvo (njemački: Kaiserliches Gesundheitsamt) u Berlinu, gdje je postao pomoćnik Robertu Kochu. Na prijedlog Angeline Hesse, žene njegova bivšeg asistenta Walthera Hessea, Kochov laboratorij počeo je uzgajati kulture bakterija na pločama agara. Petri je tada izumio standardnu posudu za bakterijske kulture ili Petrijevu posudu, te je dalje razvio tehniku agarne kulture, kako bi pročistio ili klonirao bakterijske kolonije dobivene iz pojedinačnih stanica. Ovaj napredak omogućio je strogu identifikaciju bakterija odgovornih za bolesti.

## Važnost Petrijeve posude
Petrijeve su posude često korištene za izradu ploča korištenih za mikrobiološke studije. Posuda je djelomično napunjena toplom tekućinom koja sadrži agar i mješavinu specifičnih sastojaka koji mogu uključivati: hranjive tvari, krv, soli, ugljikohidrate, boje, indikatore, aminokiseline i antibiotike. Nakon što se agar ohladi i učvrsti, posuda je spremna za prihvat uzorka s mikrobom u procesu poznatom kao inokulacija ili "plaštanje". Za viruse ili fagokulture potrebno je inokuliranje u dva koraka: prvo se uzgajaju bakterije, kako bi ih virusi mogli zaraziti.
Često se bakterijski uzorak razrijedi na ploči procesom koji se naziva "streaking": sterilna plastična štapa ili žičana petlja koja je sterilizirana zagrijavanjem se koristi za uzimanje prvog uzorka i stvaranje pruge na posudi agara. Zatim svježi štapić, ili novo sterilizirana petlja, prolazi kroz tu početnu crtu i širi obložene bakterije na posudu. To se ponavlja treće, a ponekad i četvrti put, što rezultira individualnim bakterijskim stanicama koje su izolirane na ploči, koje se zatim dijele i rastu u pojedinačne "klonske" bakterijske kolonije.
Petri ploče ponekad se inkubiraju naopako (agar na vrhu) kako bi se smanjio rizik od onečišćenja od poravnanja čestica koje se prenose zrakom i da se spriječi nakupljanje i uznemiravanje kondenzacije vode kod uzgojenih mikroba.
Znanstvenici već dugo uzgajaju stanice u prirodnim i sintetskim matričnim okruženjima kako bi izazvali fenotipove, koji nisu izraženi na konvencionalno krutim supstratima. Nažalost, rastuće stanice na ili unutar mekih matrica mogu biti skupe i radno intenzivno.